# Émile Haug

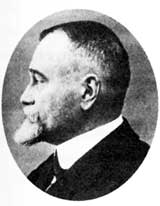
Émile Haug

Émile Haug (ur. 1861, zm. 1927) – francuski geolog i tektonik, profesor Sorbony. 

## Życiorys
Był badaczem francuskich Alp. W swoich pracach naukowych zajmował się głównie geotektonicznymi mechanizmami transgresji oraz regresji morskich, a także teorią geosynklin. Był członkiem Francuskiej Akademii Nauk. 